# Gabriel-Hadith
Der Gabriel-Hadith (arabisch حديث جبرائيل, DMG ḥadīṯ Ǧabrāʾīl) ist einer der wichtigsten Hadithe im Bereich des sunnitischen Islams. Seine große Bedeutung rührt daher, dass auf ihn die Lehre von den fünf Säulen des Islams und den sechs Inhalten des islamischen Glaubens zurückgeführt wird. Der Hadith wurde aufgrund seiner katechismusartigen Bedeutung in fast alle späteren Hadith-Sammlungen aufgenommen, darunter den Sahīh Muslim und den Sahīh al-Buchārī. Er existiert in verschiedenen Versionen, die unterschiedliche Isnad-Ketten aufweisen. Gemeinsam ist ihnen die folgende Erzählhandlung: während der Prophet Mohammed sich eines Tages in Gesellschaft seiner Gefährten befindet, tritt ein geheimnisvoller Mann an ihn heran und befragt ihn über grundlegende Glaubensprinzipien und Begriffe. Der Prophet beantwortet die Fragen und definiert damit diese Glaubensinhalte. Erst nachdem der geheimnisvolle Mann verschwunden ist, klärt der Prophet seine Gefährten über dessen Identität auf: es war der Engel Gabriel. Die fünf Säulen des Islams werden vollständig nur in derjenigen Version des Hadith genannt, die über ʿUmar ibn al-Chattāb auf den Propheten zurückgeführt wird.

## Die auf ʿUmar ibn al-Chattāb zurückgeführte Version
Die auf ʿUmar ibn al-Chattāb zurückgeführte Version wird im Sahīh Muslim überliefert. In verkürzter Form ohne die anti-qadaritische Rahmenerzählung ist sie auch in die Sammlung der Vierzig Hadithe von an-Nawawī aufgenommen worden.

### Die anti-qadaritische Rahmenerzählung
Dem eigentlichen Hadith geht im Sahīh Muslim eine Rahmenerzählung mit anti-qadaritischer Tendenz voraus. Demnach berichtete der basrische Gelehrte Yahyā ibn Yaʿmar (gest. zwischen 702 und 708), dass der erste, der in Basra über Qadar redete, Maʿbad al-Dschuhanī war. Sodann erzählt Yahyā, dass er einmal auf der Wallfahrt zusammen mit einem Gefährten ʿAbdallāh ibn ʿUmar nach seinem Urteil über die Lehre der Qadarīya befragte, der zufolge es keine Vorherbestimmung gibt. ʿAbdallāh ibn ʿUmar antwortete, dass er nichts mit den Qadariten zu schaffen habe und sie nichts mit ihm, weist auf die Notwendigkeit des Glaubens an die Vorherbestimmung hin und zitiert zum Beweis den nachfolgenden Hadith von seinem Vater ʿUmar ibn al-Chattāb.

### Der Hadith
ʿUmar ibn al-Chattāb berichtete:

„Als wir eines Tages beim Gottesgesandten waren, trat plötzlich ein Mann zu uns, der strahlendweiße Gewänder trug und pechschwarzes Haar hatte. Keine Spur einer Reise waren an ihm zu sehen, und keiner von uns kannte ihn. Der Mann setzte sich dann zum Propheten, lehnte sein Knie gegen das Knie des Propheten und legte seine Handflächen auf seine Oberschenkel. 
Er sprach: ›O Mohammed, berichte mir über den Islam!‹ Der Gottesgesandte sprach: ›Islam bedeutet, dass du bekennst, dass es keinen Gott außer Gott gibt und Mohammed der Gesandte Gottes ist, dass du das Gebet verrichtest und die Zakāt leistest, dass du das Ramadan-Fasten hältst und zum Haus (sc. Gottes) pilgerst, wenn Du dazu in der Lage bist.‹ Der Mann antwortete: ›Du hast recht gesprochen.‹ Da wunderten wir uns über ihn, dass er ihn zuerst befragte und ihm dann Recht gab.
Der Mann sagte nun: ›Berichte mir über den Glauben!‹ (Der Prophet) antwortete: ›Er besteht daraus, dass Du an Gott, seine Engel, seine Bücher, seine Gesandten und den Jüngsten Tag glaubst sowie an die Vorherbestimmung, sowohl die gute als auch die schlechte.‹ Der Mann sagte: ›Du hast recht gesprochen.‹
Er sagte dann: ›Berichte mir über das Guttun (iḥsān).‹ (Der Prophet) antwortete: ›Es besteht daraus, dass Du Gott dienst, als ob Du ihn sehen würdest. Denn wenn Du ihn auch nicht siehst, so sieht er dich.‹
Der Mann sagte dann: ›Berichte mir über die Stunde (sc. des Jüngsten Gerichts)!‹ Der Prophet sagte: ›Der Befragte weiß darüber nicht mehr als der Fragende.‹ Der Mann sagte: ›Dann berichte mir über ihre Vorzeichen!‹ Er antwortete: ›Dass die Sklavin ihre Herrin gebiert und dass du siehst, dass sich die Barfüßigen, Nackten, Besitzlosen und Schafhirten beim Bauen einander zu überbieten suchen.‹
Dann ging (der Mann) fort. (Der Prophet) verweilte eine Zeitlang und sagte dann zu mir: ›O ʿUmar, weißt du, wer der Fragende war?‹ Ich antwortete: ›Gott und sein Gesandter wissen es am besten.‹ Da sagte (der Prophet): ›Es war Gabriel. Er kam zu euch, um euch eure Religion zu lehren.‹“

### Entstehung
Von Yahyā ibn Yaʿmar, der als Überlieferer des Hadith auftritt, wird berichtet, dass er eine anti-qadaritische Schrift verfasst habe. Josef van Ess hält es für möglich, dass der Hadith mit seiner Rahmenerzählung dieser Schrift entstammt, wobei die Schrift nicht unbedingt echt sein müsse. Er hält es für wahrscheinlich, dass der Hadith „einen älteren Kern verwertet“. Entstanden sei er zweifellos in Basra. Wer ihn aufgebracht und ausgestaltet habe, lasse sich nicht mehr feststellen. Van Ess vermutet, dass er eine „Kollektiväußerung der prädestinianischen Minorität in Basra“ war und zwischen 728 und 738 entstanden ist.

## Die auf Abū Huraira zurückgeführte Version
Die auf Abū Huraira zurückgeführte Version wird im Sahīh al-Buchārī überliefert. Abū Huraira wird mit den Worten zitiert:

„Als eines Tages der Prophet vor den Menschen auftrat, kam ein Mann herbei und fragte: ›Was ist der Glaube?‹ Er antwortete: ›Der Glaube besteht daraus, dass du an Gott und seine Engel glaubst, an die Begegnung mit ihm und seine Gesandten, und dass du an die Auferstehung glaubst.‹
(Der Mann) fragte: ›Was ist der Islam?‹ Er antwortete: ›Islam heißt, dass Du Gott dienst und ihm nichts beigesellst, das Gebet verrichtest, die vorgeschriebene Zakāt leistest und das Ramadan-Fasten hältst‹
(Der Mann) fragte: ›Was ist das Guttun (iḥsān)?‹ Er antwortete: ›Es besteht daraus, dass Du Gott dienst, als ob Du ihn sehen würdest. Denn wenn Du ihn auch nicht siehst, so sieht er dich.‹
(Der Mann) fragte: ›Wann ist die Stunde (sc. des Jüngsten Gerichts)?‹ Er antwortete: ›Der Befragte weiß darüber nicht mehr als der Fragende. Aber ich werde Dir ihre Vorzeichen berichten. (Sie naht,) wenn die Sklavin ihre Herrin gebiert und wenn sich die Hirten der schwarzen Kamele beim Bauen einander zu überbieten suchen. Es gehört zu den fünf Dingen, die allein Gott kennt.‹ Dann rezitierte (der Prophet): ›Siehe, das Wissen um die Stunde liegt bei Gott‹ (Sure 31:34).
Dann entfernte sich (der Mann). (Der Prophet) sagte: ›Holt ihn zurück!‹ Sie sahen aber nichts mehr (von ihm). Er sagte: ›Das war Gabriel. Er kam, um die Menschen ihre Religion zu lehren.‹“

In dieser Version fehlen die anti-qadaritische Rahmenerzählung und die Bezugnahme auf die Vorherbestimmung. Der Fokus liegt auf der Definition des Glaubens, der allerdings anders bestimmt wird als in der auf ʿUmar ibn al-Chattāb zurückgeführten Version. Al-Buchārī kommentiert den Hadith am Ende mit den Worten: „Er (sc. der Prophet) hat all dies zu einem Teil des Glaubens gemacht.“ Bei der Definition des Islams fehlt der Haddsch als fünfte Säule.